# Sprinter/ARIA (сингл Kalafina)
Sprinter/ARIA - другий сингл Kalafina. Слова та музику написала Юкі Каджіура а виконали: Вакана Оотакі та Кейко Кубота, разом із двома новими учасницями, Маєю Тойошімою і Хікарою Масай. Пісня "ARIA" була використана як закриваюча тема в четвертому фільмі Kara no Kyoukai, а "sprinter" у п'ятому.

## Список треків

### CD
Автор музики і слів Юкі Каджіура. 
| CD (SECL-671) | CD (SECL-671)              | CD (SECL-671) |
| #             | Назва                      | Тривалість    |
| ------------- | -------------------------- | ------------- |
| 1.            | «Sprinter»                 | 5:05          |
| 2.            | «ARIA»                     | 5:25          |
| 3.            | «Oblivious ~instrumental~» | 4:23          |
| 15:11         |                            |               |

### DVD
| DVD (SECL-669~70) | DVD (SECL-669~70)                | DVD (SECL-669~70) |
| #                 | Назва                            | Тривалість        |
| ----------------- | -------------------------------- | ----------------- |
| 1.                | «Sprinter» (PV)                  |                   |
| 2.                | «Oblivious ~ufotable edit~» (PV) |                   |

## Чарти
| Чарт                  | Пікова позиція | Продажів | Період   |
| --------------------- | -------------- | -------- | -------- |
| Oricon Weekly Singles | #10            | 23,309   | 8 тижнів |